# Adam Christopher Knuth (Kammerherr)

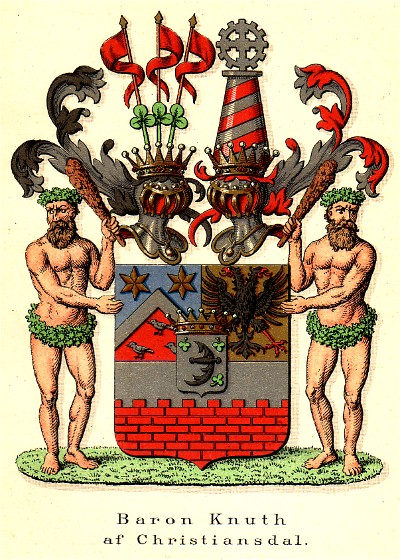
Wappen der Grafen von Christiansdal

Graf Adam Christopher Knuth-Christiansdal (* 21. Juli 1755 in Holbæk; † 19. Dezember 1844 in Kopenhagen) war ein dänischer Graf, Kammerherr und Geheimrat.

## Leben
Adam Christopher Knuth wurde 1755 als Sohn Christian Frederik Knuths und Anne Christine Knuths in das mecklenburgisch-dänische Uradelsgeschlecht von Knuth geboren. Am 10. Dezember 1763 wurde Adam Christopher Kornett. Am 29. November 1766 wurde er Premierleutnant im fünischen Reiterregiment. 1771 ging er an die Sorø Akademi. Am 21. Oktober 1774 wurde er Kammerjunker. Am 28. Juni 1780 erhielt er seinen Abschied als Rittmeister. Am 28. Februar 1781 wurde er Kammerherr. Am 10. Juli 1810 wurde ihm der gräfliche Titel zuerkannt. Am 28. Januar 1817 wurde er Geheimkonferenzrat.

## Nachkommen
Am 21. Juni 1782 ehelichte Adam Christopher Gräfin Sophie Magdalena Moltke (1765–1829). Der Ehe entsprangen vier Kinder:
- Sophie Hedevig Knuth-Christiansdal (* 9. Oktober 1784; † 17. Januar 1819) ⚭ Severin Løvenskiold (1777–1856), Kammerherr, Amtmann, Staatsminister
- Annette Christiane Knuth-Christiansdal (* 24. Februar 1787; † 24. März 1873) ⚭ Herman Hermansen Løvenskiold (1777–1843), Land- und Seekriegskommissar
- Christian Frederik Knuth-Christiansdal (* 22. März 1788; † 24. November 1852)
- Siegfriede Victorine Knuth-Christiansdal (* 30. Mai 1790; † 3. August 1866) ⚭ Gerhard Christopher von Krogh (1785–1860), Generalleutnant und Kammerherr

Alle Töchter trugen den Titel Gräfin („komtesse“).

## Vorfahren
| Adam Christopher Knuth Graf von Christiansdal | Christian Friderich Knuth Baron von Christiansdal | Adam Christoph von Knuth Graf von Knuthenborg       | Eckhard Christoph von Knuth Graf von Knuth                |
| Adam Christopher Knuth Graf von Christiansdal | Christian Friderich Knuth Baron von Christiansdal | Adam Christoph von Knuth Graf von Knuthenborg       | Søster von Knuth Verwalterin von Knuthenborg              |
| Adam Christopher Knuth Graf von Christiansdal | Christian Friderich Knuth Baron von Christiansdal | Ida Margrethe von Knuth                             | Ditlev Reventlow Herr zu Höltenklinken                    |
| Adam Christopher Knuth Graf von Christiansdal | Christian Friderich Knuth Baron von Christiansdal | Ida Margrethe von Knuth                             | Magdalene Sibylla von Reventlow Reichsgräfin von der Nath |
| Adam Christopher Knuth Graf von Christiansdal | Anne Christine Knuth                              | Otto Frederik von der Osten Kommandant in Trondheim | Otto Christoph von der Osten                              |
| Adam Christopher Knuth Graf von Christiansdal | Anne Christine Knuth                              | Otto Frederik von der Osten Kommandant in Trondheim | Eva Erdmuthe von Zitzewitz                                |
| Adam Christopher Knuth Graf von Christiansdal | Anne Christine Knuth                              | Margareta Vibe                                      | Johan Vibe                                                |
| Adam Christopher Knuth Graf von Christiansdal | Anne Christine Knuth                              | Margareta Vibe                                      | Margrethe Marie Gaarman                                   |